# 柄叶石豆兰
柄叶石豆兰（学名：Bulbophyllum spathaceum），为兰科石豆兰属下的一个植物种。